# Rosal (Souterrain)

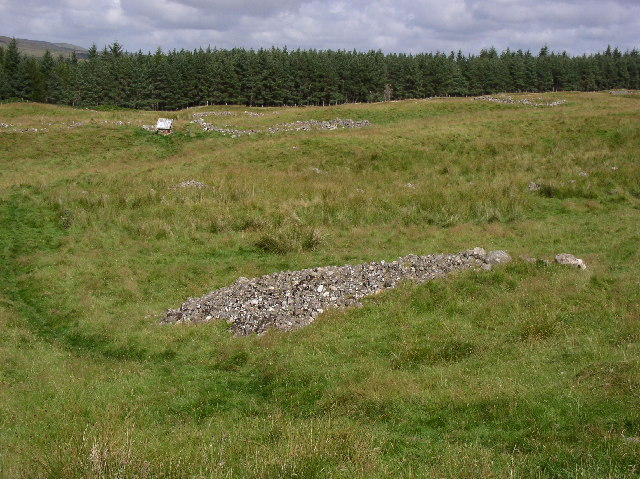
Wüstung Rosal

Rosal (auch Naver Forest genannt) ist eines von 40 eisenzeitlichen Souterrains in Sutherland in den Highlands, in Schottland. Es liegt am Ostufer des Flusses Naver nahe der Einmündung des Syre, südlich von Farr. Bei Souterrains wird grundsätzlich zwischen „rock-cut“, „earth-cut“, „stone built“ und „mixed“ Souterrains unterschieden.
Die im Zuge der Highland Clearances entstandene Wüstung Rosal (sh. Bettyhill) liegt auf einer eisenzeitlichen Ansiedlung von der außer dem Souterrain auch Lesesteinhaufen und Hüttenkreise erhalten sind.
Das Souterrain von Rosal hat einen abgetreppten Rampenzugang, der zu einem im Prinzip undifferenzierten Gang-Kammer-Gebilde aus Trockenmauerwerk von etwa 12,8 m Länge mit lediglich drei erhaltenen Stürzen führt. Der Eingang zur Kammer hat eine Breite von 0,61 m. Dort waren zwei Pfosten vor die Wände des Ganges gesetzt. Ihr vertikal vorspringendes Profil steht im Gegensatz zum horizontalen Mauerwerk. Über den Pfosten liegt der niedrige Deckensturz. Die Kammer besitzt eine Decke aus Platten, die vereinzelt durch Pfosten gestützt werden. Eine Besonderheit ist die Außenneigung der Gangwände, die üblicherweise nach innen geneigt sind.
Keine Hütte war mit dem Souterrain verbunden, aber im Norden des Souterrains gab es Spuren eines niedrigen ringförmigen Walles von etwa neun Meter Durchmesser. Die Ausgrabung ergab, dass er aus kleinen Steinen bestand, die für das Fundament einer Hütte unzureichend sind, obwohl die großen Steine möglicherweise entfernt worden sind. Die Hüttenkreise einschließlich „Enclosure A“, einem namenlosen Steinkreis und vier weiteren Plätzen wurden im Jahre 1962 während der Ausgrabung von H. Fairhurst entdeckt. Die Kreise haben neun bis zwölf Meter Durchmesser und bestehen aus niedrigen Wällen aus Erde und Geröll. Enclosure A verfügt im Südosten über einen Zugang. Eine rechteckige, von Fairhurst ausgegrabene Struktur erwies sich als Plattform einer Rundhütte mit 12,4 m Durchmesser, die auf der Südostseite in den Hang geschnitten war und auf der Nordwestseite mit einer 1,2 m breiten und 75 cm hohen Mauer von Blöcken gefasst war.